# Пневмоколёсный кран

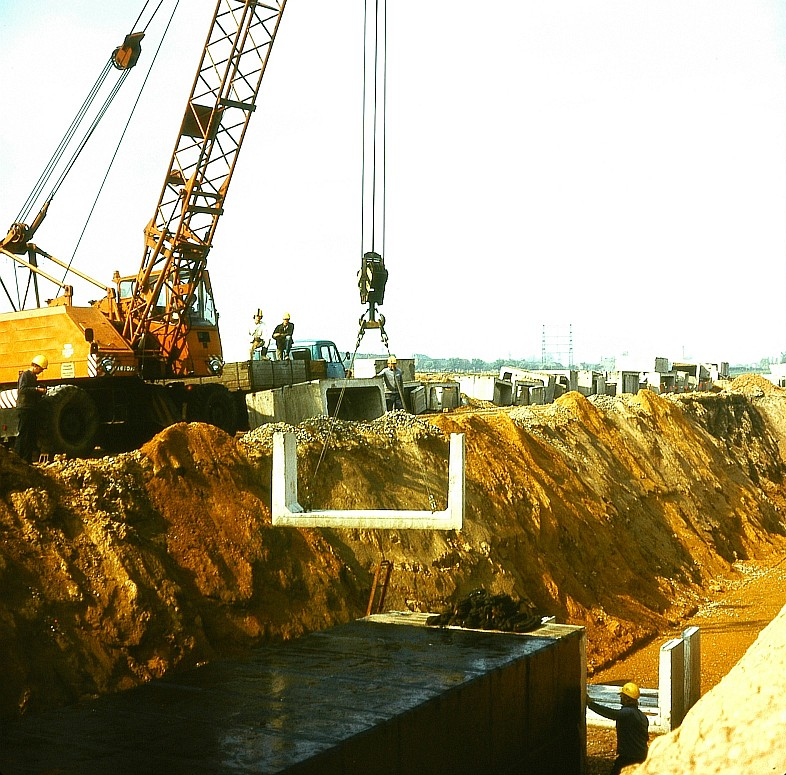
MDK-202 грузоподъёмностью 20 т

Пневмоколёсный кра́н — кран стрелового типа на пневмоколёсном шасси, управляемый из кабины, установленной на поворотной части крана.

## История

### СССР

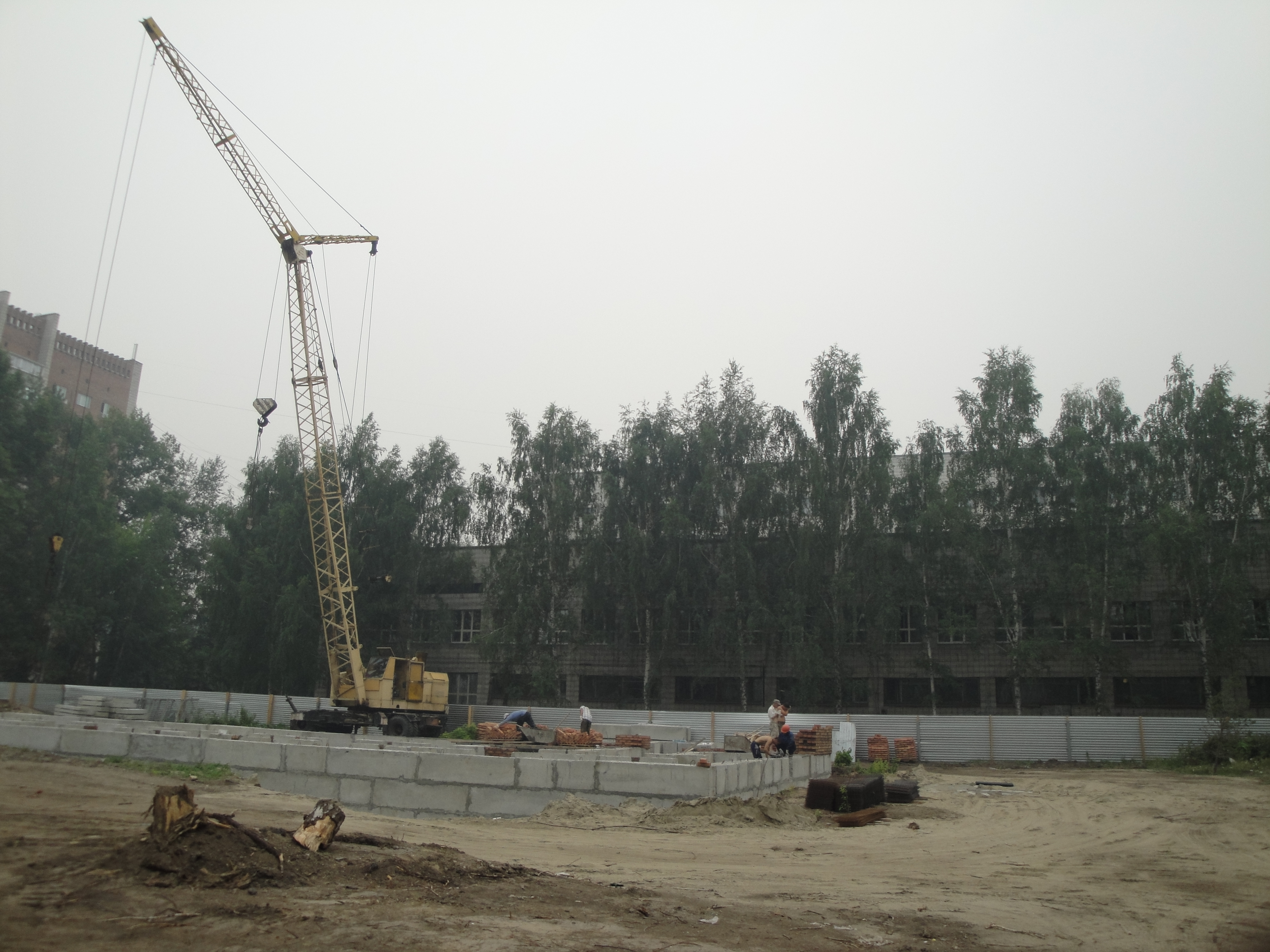
Кран серии КС-5363 на стройке

История производства советских пневмоколёсных кранов берёт начало в 1947 году — с первой опытной модели крана К-101 грузоподъёмностью 10 т, установленного на трёхосное пневмоколёсное шасси. Первым серийным краном стал его преемник К-102, созданный в 1951 году и выпускавшийся в период с 1954 года по 1958 год. Начиная с 1961 года, начали выпускаться более совершенные краны К-161 грузоподъёмностью 16 т.
В 1967 году Минстройдормашем для самоходных кранов выпущена система индексации из массовых размерных групп. В связи с этим выпускавшиеся в конце 1960-х годов модели кранов были переведены с индекса «К» на «КС». В дальнейшем были разработаны и выпускались дизель-электрические краны пятой, шестой, седьмой и восьмой групп грузоподъёмностью 25, 40, 63 и 100 т (КС-5363, КС-6362, КС-7362 и КС-8362 соотв.). Основное производство этого вида кранов продолжалось и после распада страны — до середины 1990-х годов. После чего выпуск (в том числе и на заказ) на территории бывшего СССР прекратился вовсе.

### Другие страны
По состоянию на конец 2000-х годов пневмоколёсные краны производятся только немецкими компаниями.

## Устройство и принцип работы
Основное назначение самоходных кранов на пневмоколёсном ходу — обеспечение выполнения строительно-монтажных и погрузочно-разгрузочных работ на рассредоточенных объектах, находящихся на небольших расстояниях друг от друга.
В процессе работы возможно совмещение рабочих операций:
- Подъём (опускание) грузов с подъёмом (опусканием) стрелы[4].
- Подъём (опускание) рабочей стрелы с поворотом крана[4].

Для выполнения этих операций на поворотной части установлены рабочие механизмы: грузовые и стреловая лебёдки, поворотный механизм.

### Описание и конструкция
Кран на пневмоколёсном ходу состоит из следующих частей:
- Ходовое устройство[9], в составе которого:

1. Выносные опоры: основные и вспомогательные[5].
2. Колёсная подвеска[5].

- Опорно-поворотное устройство[9].
- Поворотная часть[9].

1. Кабина управления с пультами[9].
2. Противовес[9].
3. Рабочее оборудование[9].
4. Грузозахватное оборудование[9].

- Силовая установка[9].

Подъём грузов осуществляется при помощи грузовых лебёдок (главной и вспомогательной), грузового каната и крюковой обоймы. Поворотная часть крана вращается относительно ходовой неповоротной посредством шариковых или роликовых кругов поворотного механизма, называемого опорно-поворотным устройством, относящегося к типу унифицированных.
Привод механизмов кранов может осуществляться от силовой установки, смонтированной на шасси, поворотной части крана или на раме поворотной платформы крана-экскаватора. В кранах большой грузоподъёмности на многоосном пневмошасси применяется многомоторный раздельный привод: один двигатель устанавливается на шасси, другой — на поворотную часть.

#### Ходовое устройство
В качестве ходового устройства пневмоколёсного крана используются:
- Специальное пневматическое шасси[5].
- Пневматическое шасси автомобильного типа[5].

Кроме того, в качестве пневмоколёсного крана может быть использован механический кран-экскаватор, оснащённый крановым оборудованием (пример ЭО-3311В).

##### Пневматическое шасси

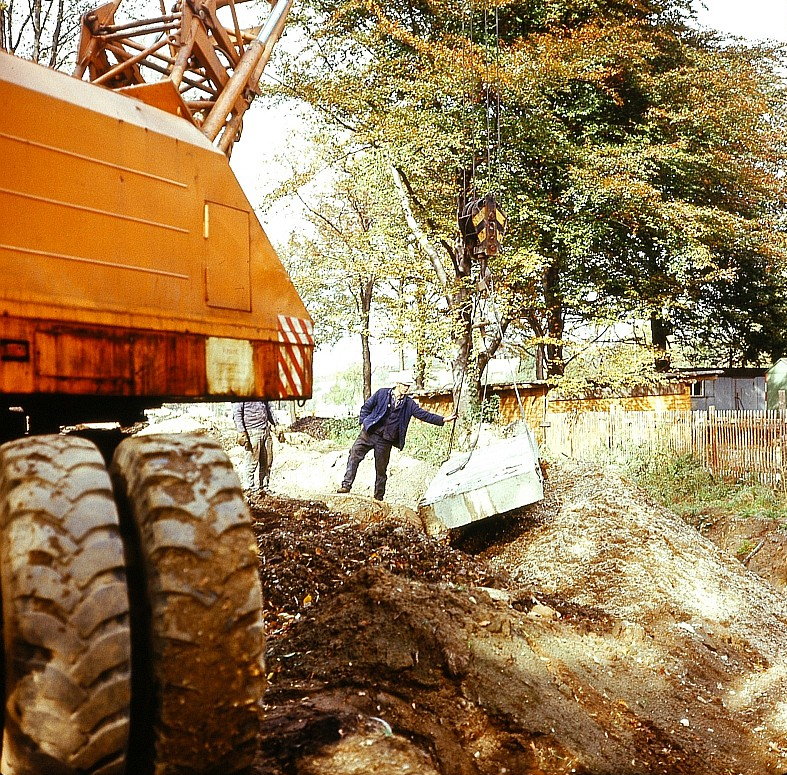
Шасси MDK-202

Ходовая неповоротная часть крана на пневматическом шасси представляет собой рамную сварную конструкцию в виде единого блока с жёстко прикрепленной к ней колёсной подвеской. Мосты соединяются продольными балками и образуют конструкцию, шарнирно прикреплённую к раме. Количество мостов на раме шасси зависит от грузоподъёмности крана и составляет от двух до пяти (для тяжёлых кранов), из которых два являются приводными, а три — управляемыми. Каждая из осей крана оснащена двумя, либо четырьмя пневмоколёсами.
В качестве ведущих выступают передние оси, которые на тяжёлых кранах с многоосным шасси объединены в специальные балансирные тележки. Движение к приводным осям передаётся от индивидуальных электроприводов — через карданные валы и коробку переключения передач. Разворот ведущих колёс осуществляется при помощи гидравлических цилиндров.

##### Пневмошасси автомобильного типа
Ходовая часть кранов седельного типа, смонтированных на базе специального шасси автомобильного типа, представляет собой полуприцеп с пневматическими колёсами, имеющий седельное устройство тягача. Шасси таких кранов имеет один приводной мост автомобильного типа. В качестве тягачей могут выступать колёсные тракторы и одноосные пневмотягачи. Краны этого типа изготавливаются с использованием узлов серийных автомобилей.

#### Рабочее оборудование

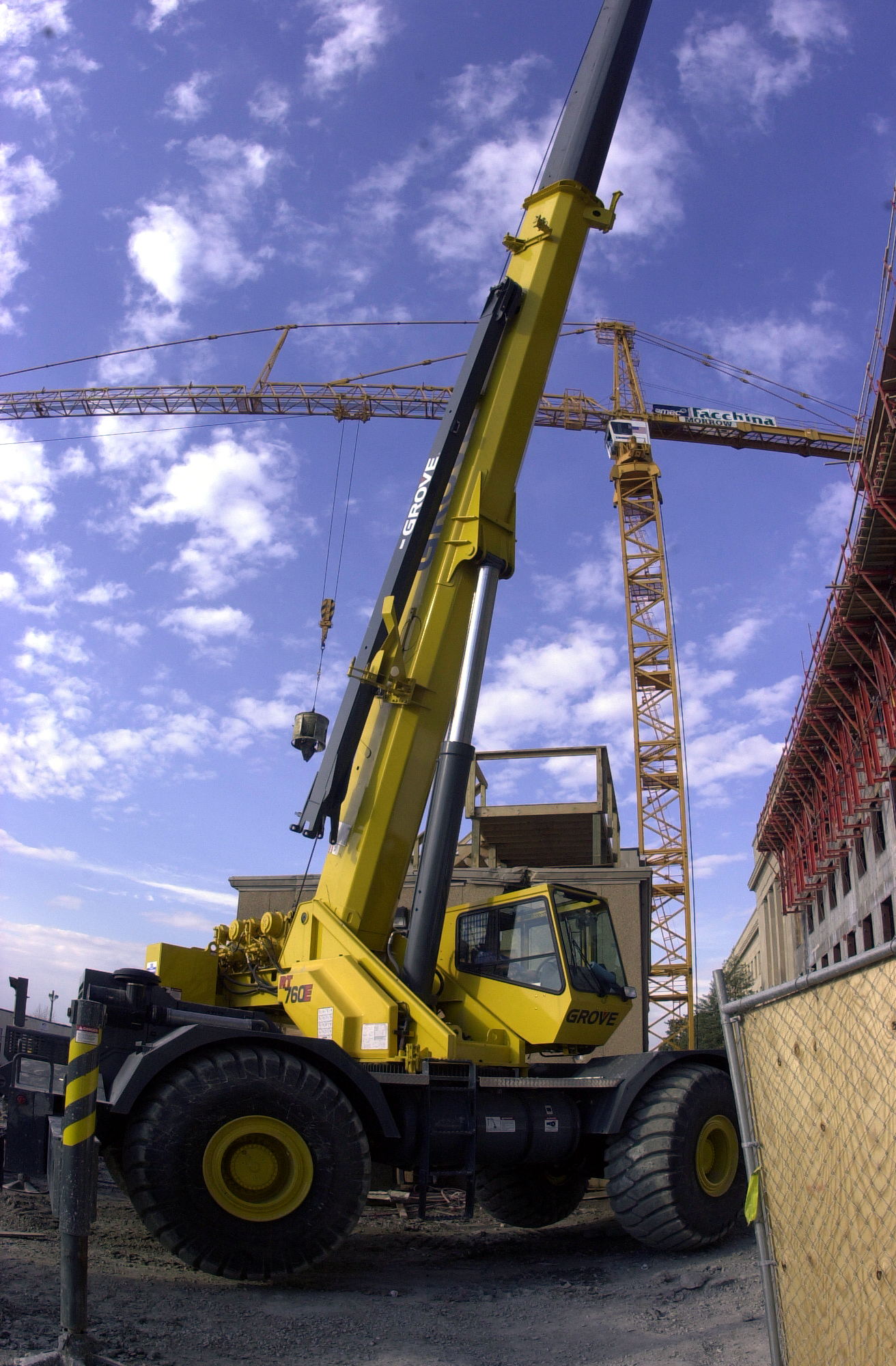
Кран с телескопической стрелой

##### Стреловое оборудование
В качестве основного рабочего оборудования пневмоколёсных кранов всех типов выступает стреловое оборудование, представляющее собой удлиняемую стрелу решётчатой конструкции или выдвигаемую телескопическую. Стрелы решётчатой конструкции подвешиваются на гибкой канатной подвеске от полиспаста, телескопические — при помощи гидравлических цилиндров.
Увеличение длины стрелы производится с помощью неуправляемых удлинителей, называемых гуськами. Решётчатые стрелы наращиваются при помощи секций-вставок, монтируемых в среднюю часть стрелы. Выдвижение телескопической осуществляется при помощи телескопических элементов и может производиться с грузом на крюке.
Стреловое оборудование может быть дооснащено системами перемещения груза в горизонтальном направлении, а также устройствами повышения грузоподъёмности.

##### Башенно-стреловое оборудование
Кроме основного стрелового оборудования, краны могут оснащаться вспомогательным башенно-стреловым оборудованием. Представляет собой решетчатую конструкцию, состоящую из неподвижной стрелы-башни и маневрового гуська-удлинителя. Увеличение длины производится аналогично решётчатым стрелам — при помощи секций-вставок.

## Технические характеристики
Характеристики кранов достигают:
| Грузоподъёмность, т:  | 10—200 (до 600 — для специальных) |
| Вылет, м:             | 25—40                             |
| Длина стрелы, м:      | 60—100                            |
| Время подъёма стрелы: | 1—3                               |
| Скорости, мин:        |                                   |
| подъёма груза, м/мин: | 5—25                              |
| вращения, об/мин:     | 1—4                               |
| рабочая, км/ч:        | 2                                 |
| транспортная, км/ч:   | 18—30 (до 60)                     |

## Маркировка и индексы кранов
- Маркировка кранов

## Монтаж, демонтаж и перевозка

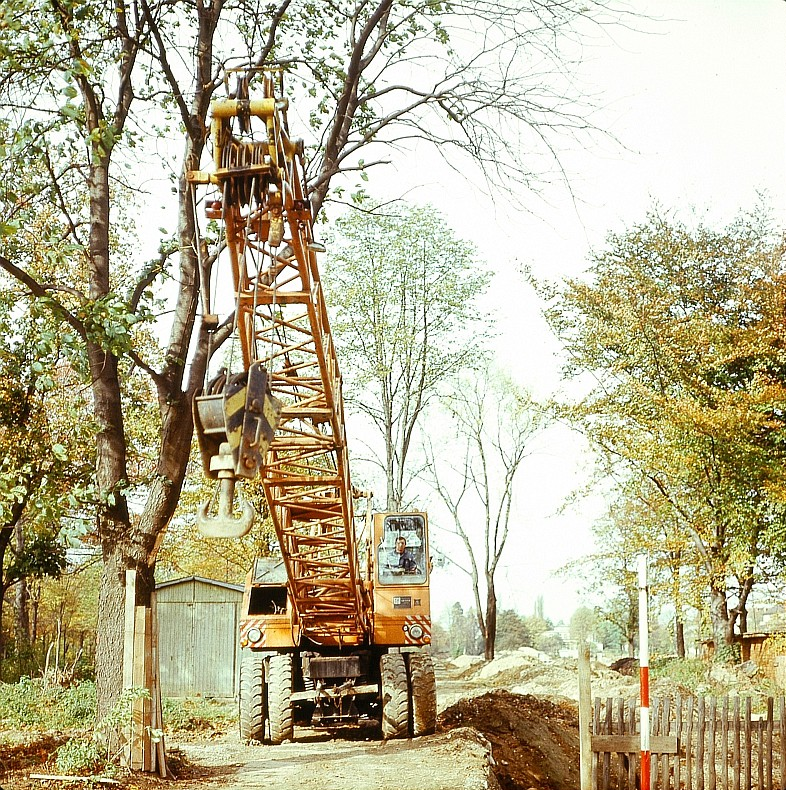
Транспортное положение

Перевод кранов из рабочего положения в транспортное и обратно осуществляется собственными механизмами. Монтаж гуськов-удлинителей, перевозимых отдельно от крана, производится вспомогательным краном.

### Перемещение
Допускается перемещение кранов в рабочем положении (вместе с грузом). Грузоподъёмность при этом не должна превышать 25—30 % от номинальной.
Краны на пневмоколёсном ходу в транспортном положении имеют габариты, превышающие нормативные по «Правилам дорожного движения», что требует выбора для них маршрута.
Передвижение кранов и кранов-экскаваторов осуществляется как своим ходом, так и на буксире.